# Irina Meszynski
EIrina Meszynski, nemška atletinja, * 24. marec 1962, Vzhodni Berlin, Vzhodna Nemčija.
Ni nastopila na poletnih olimpijskih igrah. Na evropskih prvenstvih je dosegla četrto in osmo mesto v metu diska. 17. avgusta 1984 je postavila svetovni rekord v metu diska s 73,36 m, veljal je deset dni. 